# Folles de lui (film)
Pour les articles homonymes, voir Folles de lui et Head over Heels.
Pour plus de détails, voir Fiche technique et Distribution.
Folles de lui (Head over Heels) est un film américain réalisé par Mark Waters sorti en 2001.
Le film se déroule à New York. Une jeune femme enquête avec l'aide de ses amies mannequins sur le garçon dont elle est amoureuse et qu'elle soupçonne d'être un meurtrier.

## Synopsis
Jeune et séduisante restauratrice d'oeuvres d'art, Amanda Pierce a une vie sentimentale compliquée et vit en colocation dans un appartement avec quatre jeunes mannequins. Un jour, elle rencontre Jim Winston, un locataire de l'immeuble où elle vit et tombe sous le charme de ce dernier, qu'elle va observer par la fenêtre de l'appartement afin de découvrir une faille. Mais un soir, alors qu'Amanda l'aperçoit en compagnie d'une autre femme, Meghan, elle est témoin du meurtre - du moins le croit-elle - de la jeune femme par Jim, après avoir vu l'ombre de ce dernier commettant le forfait grâce au store baissé éclairé par la pièce.
Agacée par le manque d'efforts de la police et aidée dans sa tâche par ses colocataires, Amanda s'improvise détective pour enquêter sur ce dernier.
Alors que Jim et Amanda entament une relation, la jeune femme découvre, dans un journal, un article parlant d'un cadavre retrouvé, celui de Meghan, et confronte son petit ami à ce propos, avant de comprendre qu'elle fait fausse route. Jim est en fait un agent du FBI sous couverture, chargé d'infiltrer un réseau de criminels russes et qui a dû faire croire au meurtre de Meghan pour gagner leur confiance. Mais sa couverture étant grillée, puisque le chef du réseau, qui avait demandé à Amanda de restaurer un tableau, se trouve aux côtés de Jim au moment de la confrontation, ils doivent s'enfuir. Quelque temps plus tard, ils seront capturés avec les colocataires qui découvrent que les criminels font de la contrebande de diamants, mais parviennent à s'enfuir et à neutraliser le chef du réseau, lors d'un défilé de mode.
Jim, qui se nomme en réalité Bob Smoot, veut entamer une relation sérieuse avec Amanda, qui refuse. Toutefois, ils se retrouvent quelques jours plus tard et finissent par s'embrasser dans l'appartement de Jim.

## Fiche technique
- Titre : Folles de lui
- Titre original : Head Over Heels
- Réalisation : Mark Waters
- Scénario : Ron Burch et David Kidd, d'après une histoire de John J. Strauss, Ed Decter, David Kidd et Ron Burch
- Producteur : Robert Simonds
- Coproducteur : Ira Shuman
- Producteurs exécutifs : Ed Decter, Julia Dray, John J. Strauss et Tracey Trench
- Productrice associée : Rita Smith
- Musique : Randy Edelman et Steve Porcaro
- Directeur de la photographie : Mark Plummer
- Montage : Cara Silverman (en)
- Distribution des rôles : :Joanna Colbert et Amy Taksen
- Création des décors : Perry Andelin Blake et Byron King
- Direction artistique : Byron King
- Décorateur de plateau : Dominique Fauquet-Lemaitre
- Création des costumes : Sheila White
- Société de distribution : Universal Pictures (États-Unis), United International Pictures (France)
- Budget : 14 millions de dollars
- Format : 2.35:1 - 35mm - Couleur — Son DTS, Dolby Digital et SDDS
- Genre : Comédie romantique, thriller
- Langue : anglais, russe
- Pays :  États-Unis
- Durée : 86 minutes
- Date de sortie en salles : 
  - États-Unis, Canada : 2 février 2001
- Date de sortie en vidéo : 
  - France : 7 février 2003 (première DVD)

## Distribution
- Monica Potter (VF : Virginie Méry, ; VQ. : Anne Bédard) : Amanda Pierce
- Freddie Prinze Jr. (VF : Pierre Tessier ; VQ. : Martin Watier) : Jim Winston / Bob Smoot
- Ivana Miličević : (VF : Nadège Perrier ; VQ. : Hélène Mondoux) : Roxana Miloslavzniakova, la colocataire russe
- China Chow (VF : Jade Nguyen) : Lisa, la collègue d'Amanda
- Tomiko Fraser (VF : Annie Milon) : Holly, la colocataire afro-américaine
- Shalom Harlow : Jade, la colocataire canadienne
- Sara O Hare (VF : Véronique Picciotto) : Candi, la colocataire australienne
- Jay Brazeau (VF : Vincent Grass ; VQ. : Vincent Davy) : Halloran / Vadeem Strukov
- Stanley DeSantis (VF : Jean-Pierre Leroux) : Alfredo
- Tanja Reichert : Megan O'Brien
- Timothy Olyphant : Michael

## Réception
Le film fut mal reçu par la critique, mais aussi par le public. Le site Rotten Tomatoes lui attribue un pourcentage de 10 %, basé sur 88 commentaires et une note moyenne de 3.4⁄10, tandis que le site Metacritic lui attribue une moyenne de 27⁄100, basé sur 25 commentaires.
En salles, Folles de lui ne fait guère mieux, puisqu'il réalise un mauvais démarrage au box-office américain avec une septième place et 5,6 millions de dollars en une semaine, dont 4,8 millions de dollars dès le premier week-end, pour quitter l'affiche au bout de cinq semaines et un faible score (10,4 millions de dollars).
Le film sortira par la suite directement en DVD en France deux ans après sa sortie en salles américaine.